# Rueda de libros

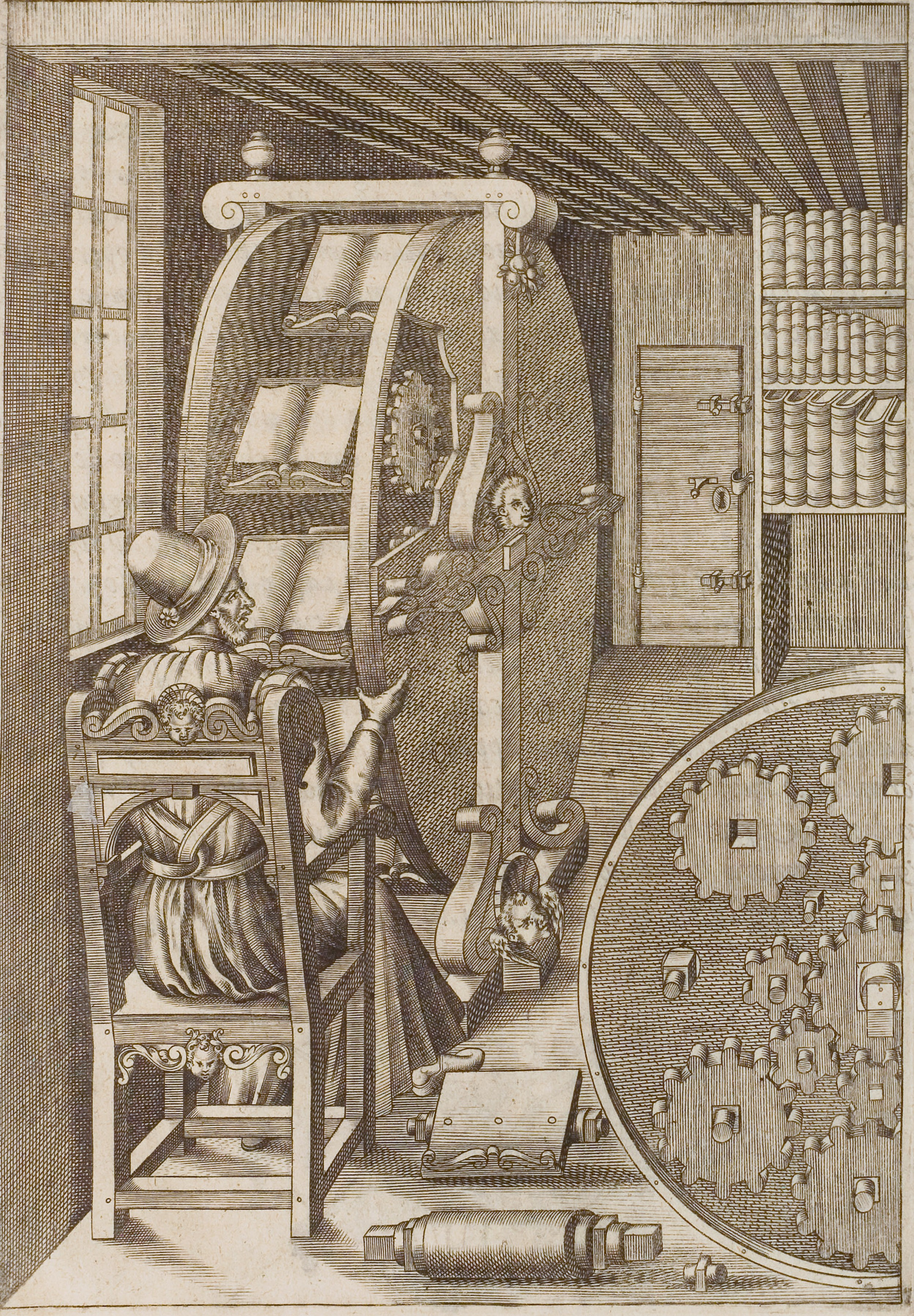
Ilustración de una rueda de libros, sacado del libre Le diverse et artificiose machine de Agostino Ramelli, 1588

Una rueda de libros, a veces también llamada rueda de lectura, es un tipo de librería rotatoria diseñada para permitir que una persona pueda leer varios libros fácilmente desde un mismo lugar sin necesidad de moverse. Los libros giran verticalmente de forma similar a una rueda hidráulica, no como una superficie lisa como una tabla. El diseño de la rueda de libros apareció por primera vez en una ilustración del siglo XVI realizada por Agostino Ramelli, en una época en la que el gran tamaño de los libros conllevaba problemas a los lectores. El diseño de Ramelli influenció a otros ingenieros y, si bien que ahora es obsoleto, inspira a artistas modernos e historiadores. 

## Historia y diseño

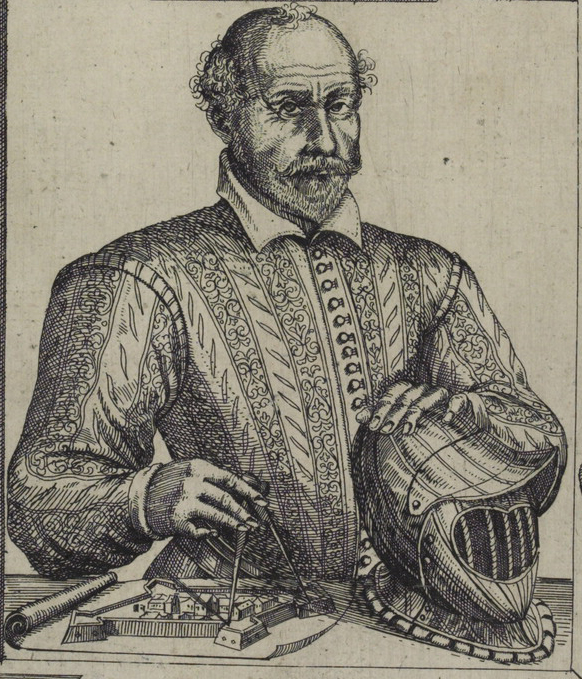
Agostino Ramelli, 1588.

La rueda de libros, en su forma más conocida, fue inventada por el ingeniero militar italiano Agostino Ramelli en 1588, presentada como uno de los 195 diseños a Le diverse et artificiose machine del Capitano Agostino Ramelli (Las diversas e ingeniosas máquinas del Capitán Agostino Ramelli). Para asegurarse de que los libros mantenían un ángulo constante, Ramelli incorporó un arreglo con engranaje epicicloidales, un dispositivo complejo que únicamente había sido utilizado anteriormente en relojes astronómicos. El diseño de Ramelli era innecesariamente elaborado; probablemente entendía que utilizando la gravedad se podía obtener el mismo resultado (como en el caso de las ruedas de feria, inventada siglos después), pero el sistema de engranajes le permitía demostrar su habilidad matemática. A pesar de que otras personas construirían ruedas de libros basadas en el diseño de Ramelli, él mismo nunca llegó a construir una.
El punto hasta el que se apreciaban las ruedas de libros para su conveniencia, y no por sus cualidades estéticas, aunque se especula, según el ingeniero moderno americano Henry Petroski. Ramelli describió la rueda de libros como una «máquina bella e ingeniosa, muy útil y conveniente para cualquiera a quien le gusta estudiar, especialmente aquellos indispuestos y martirizados por la gota». La referencia de Ramelli a la gota, una enfermedad que afecta la movilidad, demuestra el atractivo de un dispositivo que permite acceder a diversos libros sentado. Sin embargo, Petroski remarca que en la ilustración de Ramelli falta un espacio donde se pueda escribir y hacer otras tareas escolares, y que la rueda podría no ser apropiada para actividades distintas de la lectura.
Mientras que el diseño de la rueda de libros a menudo se atribuye a Ramelli, algunos historiadores disputan el hecho de que fuera el primero en inventar un dispositivo así. Joseph Needham, un historiador de tecnología china, dijo que las librerías giratorias, si bien no orientadas verticalmente, tenían sus orígenes en China «quizás mil años antes de que el diseño de Ramelli se hiciera».

## Influencia y legado

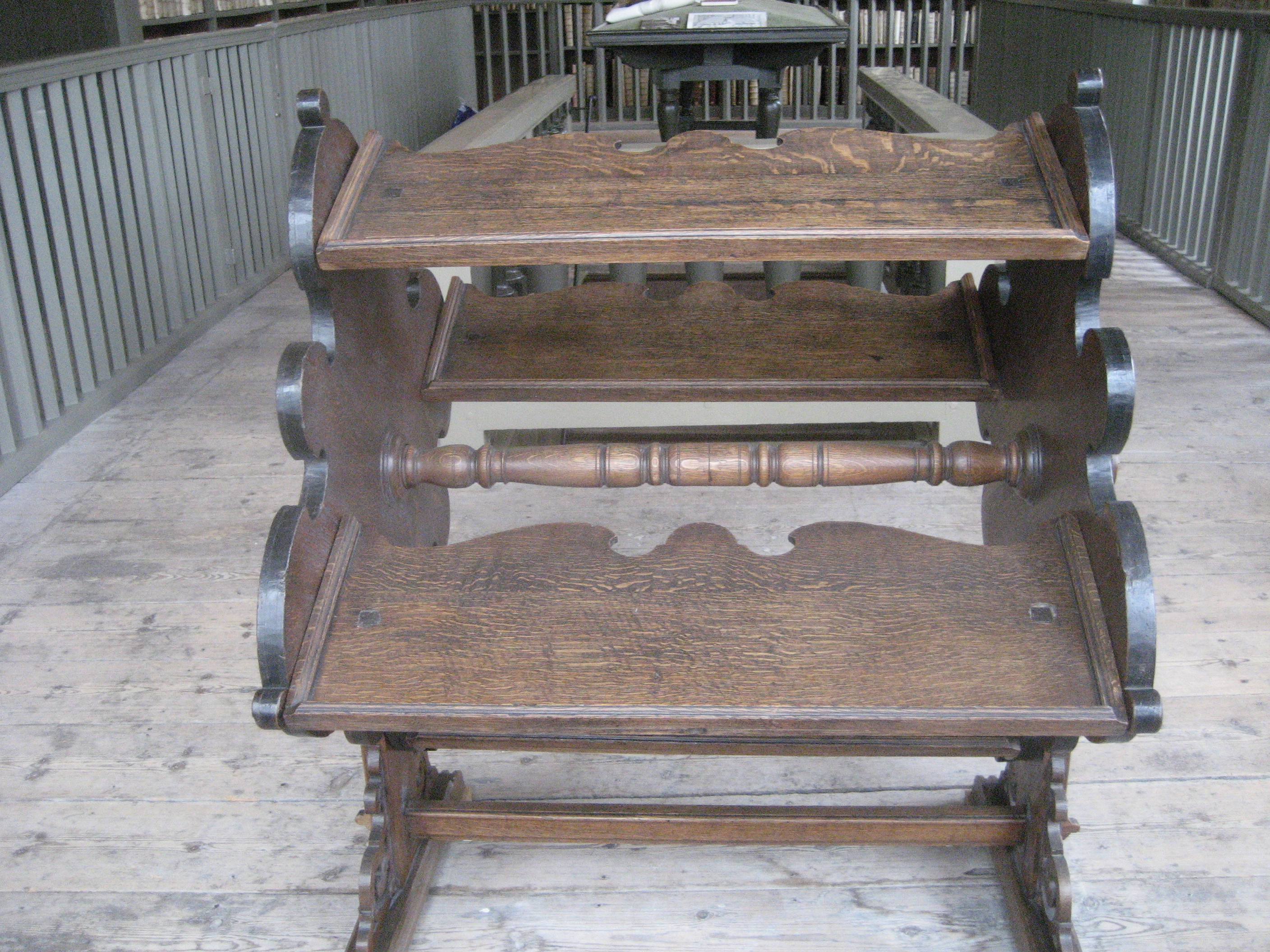
Rueda de libros en la Bibliotheca Thysiana de Leiden, (c.1650).

La rueda de libros fue un primer intento para solucionar el problema de gestionar el número creciente de obras impresas, que solían ser grandes y pesadas en la época de Ramelli. Se ha considerado uno de los primeros dispositivos de «recuperación de información», y se ha considerado un precursor de las tecnologías modernas, como el hipertexto y los lectores de libros electrónicos, que permiten a los lectores almacenar y verificar grandes cantidades de información.
Otros inventores como el francés Nicolas Grollier de Servière (1596-1689), propusieron sus propias variaciones sobre el diseño de Ramelli. De las docenas de ruedas de libros construidas durante los siglos XVII y XVIII se conservan catorce en: Gante, Hamburgo, Klosterneuburg, Cracovia, Lambach, Leiden, Nápoles, París (2 piezas), Praga (2 piezas), Puebla de Zaragoza, Wernigerode y Wolfenbüttel.
En épocas contemporáneas, la rueda de libros se valora por su importancia histórica y simbólica, y su atractivo decorativo. El diseño de Ramelli ha sido recreado por artistas como Daniel Libeskind, y inspiró el nombre del blog de la Smithsonian Library «Turning the Book Wheel».

## Publicaciones (selección)
- John Considine: 'The Ramellian Bookwheel'. En: Erudition and the Republic of Letters, 2016, 1: 4, pp. 381–411 (en inglés)
- E. Hanebutt-Benz: Die Kunst des Lesens. Lesemöbel und Leseverhalten vom Mittelalter bis zur Gegenwart.  Frankfurt a. M., Museum für Kunsthandwerk, 1985. ISBN 3-88270-026-2 (en alemán)
- M. Boghardt: 'Das Wolfenbuetteler Bücherrad'. En: Museum, abril 1978, pp. 58-60. (en alemán)
- Martha Teach Gnudi & Eugene S. Ferguson:  Ramelli's ingenious machines. The various and ingenious machines of Agostino Ramelli (1588). Baltimore, Johns Hopkins University Press, 1976. ISBN 0-85967-247-6 (Repr. 1987 & 1994). (en inglés)
- Bert S. Hall: 'A revolving bookcase by Agostino Ramelli'. In: Technology and culture, 11 (1970), pp. 389-400. (en inglés)
- M. von Katte: 'Herzog August und die Kataloge seiner Bibliothek. En: Wolfenbuetteler Beiträge, 1 (1972),  pp. 174-182.  (en inglés)
- A.G. Keller: A theatre of machines. Londres, Chapman and Hall, 1964. (en inglés)
- John Willis Clark: The care of books. An essay on the development of libraries and their fittings, from the earliest times to the end of the eighteenth century. Cambridge, Cambridge University Press, 1901. [Repr. Cambridge 2009: ISBN 9781108005081] (en inglés)
- Agostino Ramelli: Le diverse et artificiose machine. Composte in lingua Italiana et Francese. Paris, 1588 (Repr.: Franborough, Hants, 1970) Google Books (en italiano)